# رحمه ریاض
رحمه عبد الرضا مزهر السباهی (انگلیسی: Rahma Abdulredha Mezher Al-Sibahi؛ زادهٔ ۱۹ ژانویهٔ ۱۹۸۷) مشهور به رحمه ریاض خواننده و بازیگر اهل عراق است. وی از سال ۲۰۰۴ میلادی تاکنون مشغول فعالیت بوده‌است. پدر او ریاض احمد نیز خوانندهٔ شناخته‌شده‌ای در کشور عراق بود. تا اوت ۲۰۲۰، آهنگ او با نام «وعد مني»با بیش از ۱۴۸ میلیون بازدید، در میان ده آهنگ برتر پخش‌شده در یوتیوب توسط یک هنرمند زن عرب قرار دارد.
وی در اکتبر ۲۰۲۲، با همکاری ردوان، نورا فتحی، بلقیس احمد فتحی و مَـنال ترانهٔ «آسمان را نورباران کن» را در جام جهانی فوتبال ۲۰۲۲ در قطر اجرا کرد.
رحمه ریاض در ۲۳ مه ۲۰۲۱، نامزدی خود را با بازیگر عراقی «الکساندر علوم» اعلام کرد. آنها در ۶ اوت ۲۰۲۱ طی مراسمی ساده در حضور خانواده و بستگانشان ازدواج کردند.